# Колюча акула карликова
Колюча акула карликова (Squaliolus laticaudus) — акула з рід Squaliolus родини Змієподібні акули.

## Опис
Є одним з найменших видів серед усіх акул. Загальна довжина сягає 22-28 см. Самиця більша за самця. Голова товста. Морда довга, цибулеподібна. Ніс помірно загострений. Очі великі (66-82 % від довжини голови). Біля ніздрів є невеликі шкіряні складки. Рот з тонкими, гладенькими губами. На верхній щелепі є 22-31 маленьких, шилоподібних зуба, на нижній — 16-21 великих, гострих, трикутних зуба. У неї 5 пар маленьких зябрових щілин. Тулуб подовжений, веретеноподібний. Шкіряна луска пласка, позбавлена зубчиків та хребців. Хребців в осевому скелеті дорівнює 60. Має 2 спинних плавця. На передньому маленькому спинному плавці є невелика рудиментарна колючка (переважно у самця). Задній плавець низький та ширше переднього у 2 рази. Анальний плавець відсутній. Хвіст вузький. Хвостовий плавець широкий, веслоподібної форми. Обидві лопаті добре розвинені. На череві багато ділянок, що світяться.
Забарвлення від темно-коричневого до чорного. Краї плавці світлі.

## Спосіб життя
Зустрічається у верхніх шарах континентальних та острівних схилів, тримається на глибині від 200 до 500 м, проте може спускатися до 1000 м. Вночі підіймається до поверхні, вдень спускається до більших глибин. Живиться костистими рибами та креветками.
Статева зрілість самців настає при розмірі 15 см, самиць — 17-20 см. Це яйцеживородна акула. Самиця народжує до 10 акуленят завдовжки 10 см.

## Розповсюдження
Мешкає біля Бермудських островів, США, Суринаму, південної Бразилії та північної Аргентини, Мадейри, Островів Зеленого Мису, північної Франції, Сомалі, південної Японії, Тайваню, Філіппін.